# Arroyo de Santos
El arroyo de Santos o como también es conocido cañada de Santos es un curso de agua uruguayo, ubicado en el departamento de Cerro Largo, nace en el centro de este departamento precisamente en la cuchilla de Mangrullo y desemboca en el río Tacuarí.
Es importante para el riego del arroz, en sus costas está la escuela 26.